# Absam
Absam è un comune austriaco di 6 914 abitanti nel distretto di Innsbruck-Land, in Tirolo.

## Geografia fisica
È posto a 15 km da Innsbruck, nella valle inferiore dell'Inn (Unterinntal), alle pendici del monte Haller Zunterkopf e a nord di Hall in Tirol. Il punto più alto all'interno del comune è la vetta del Große Bettelwurf (2 725 m s.l.m.).

## Storia
La presenza di un insediamento preistorico ad Absam non è sicuro, anche se vi sono stati rinvenuti il disco del pomo di una spada e una spilla di rame risalente al 1 500 a.C. Non sono state rinvenute tracce di insediamenti romani, tranne il ritrovamento di una moneta risalente al periodo di Diocleziano, nonostante i Romani avessero conquistato il Tirolo nel 15 d.C. Del periodo romano rimasero i toponimi, tra i quali "Abazanes" da cui deriva Absam.
Il toponimo "Abazanes" viene citato per la prima volta nel 995, in un documento conservato nei registri della diocesi di Bressanone; a quel tempo il vescovo di Augusta era proprietario della maggior parte dei terreni, che erano amministrati dai Maierhof. Il villaggio, nel 1282, apparteneva alla parrocchia di Thaur che copriva l'intera regione. Nel 1288 apparve il nome "Abzan" nel registro dei terreni del conte Mainardo II di Tirolo-Gorizia, e nel XIV secolo Absam fu citata quattordici volte nei documenti tra i quali, in data 21 settembre 1331, quello riguardante la nomina della chiesa a parrocchia, fino ad allora affiliata a Thaur.
Absam è situata nell'area, insieme ad Hall in Tirol e Thaur, delle miniere di sale, fonte di guadagno per il sovrano dell'epoca: i documenti fanno risalire l'inizio dell'estrazione al 1232. Tra il XVI e XVII secolo fu raggiunto il culmine nella produzione di sale, tanto che nel 1615 erano 547 i lavoratori impiegati nell'estrazione i quali, beneficiando di un buon salario, contribuirono allo sviluppo del commercio del villaggio. Nello stesso periodo vi fu un decisivo passo verso l'industrializzazione di Absam, dovuta all'energia prodotta dal torrente Baubach, con l'apertura di segherie, mulini e fucine e lo sviluppo dell'artigianato ramaio, tanto che la ditta di Oswald Kofler provvide alla produzione di quindicimila lastre di rame per il tetto della chiesa di Schwaz.
Durante l'Insorgenza tirolese (1809) 73 Schützen di Absam si unirono alle truppe tirolesi sotto il comando di Josef Speckbacher. Nel 1845 ad Absam aprì la prima fabbrica di filatura e tessitura della ditta Faistenberger, seguita da altre tra le quali una fonderia, una fabbrica di cioccolato, una di scarpe, una di vernici ed una carpenteria metallica, dando sviluppo al comparto industriale mentre quello minerario, a causa delle nuove tecniche di estrazione ed al calo mondiale dei prezzi, era oramai in declino; in seguito la più antica industria del Tirolo chiuse definitivamente il 5 settembre 1967. La società Swarovski, nel 1949, trasferì ad Absam il reparto Optik nel quartiere di Eichat dove, durante l'ultimo conflitto, la Wehrmacht aveva costruito una caserma.

### Stemma
Lo stemma di Absam è inquartato, nel primo è raffigurato il volto della Vergine Maria, che simbolizza la divina apparizione del 1797; sulla rimanente parte è rappresentato un violino, su sfondo oro, in ricordo del famoso liutaio Jacobus Stainer che visse ad Absam. Lo stemma è stato adottato il 20 luglio 1965.

## Monumenti e luoghi d'interesse

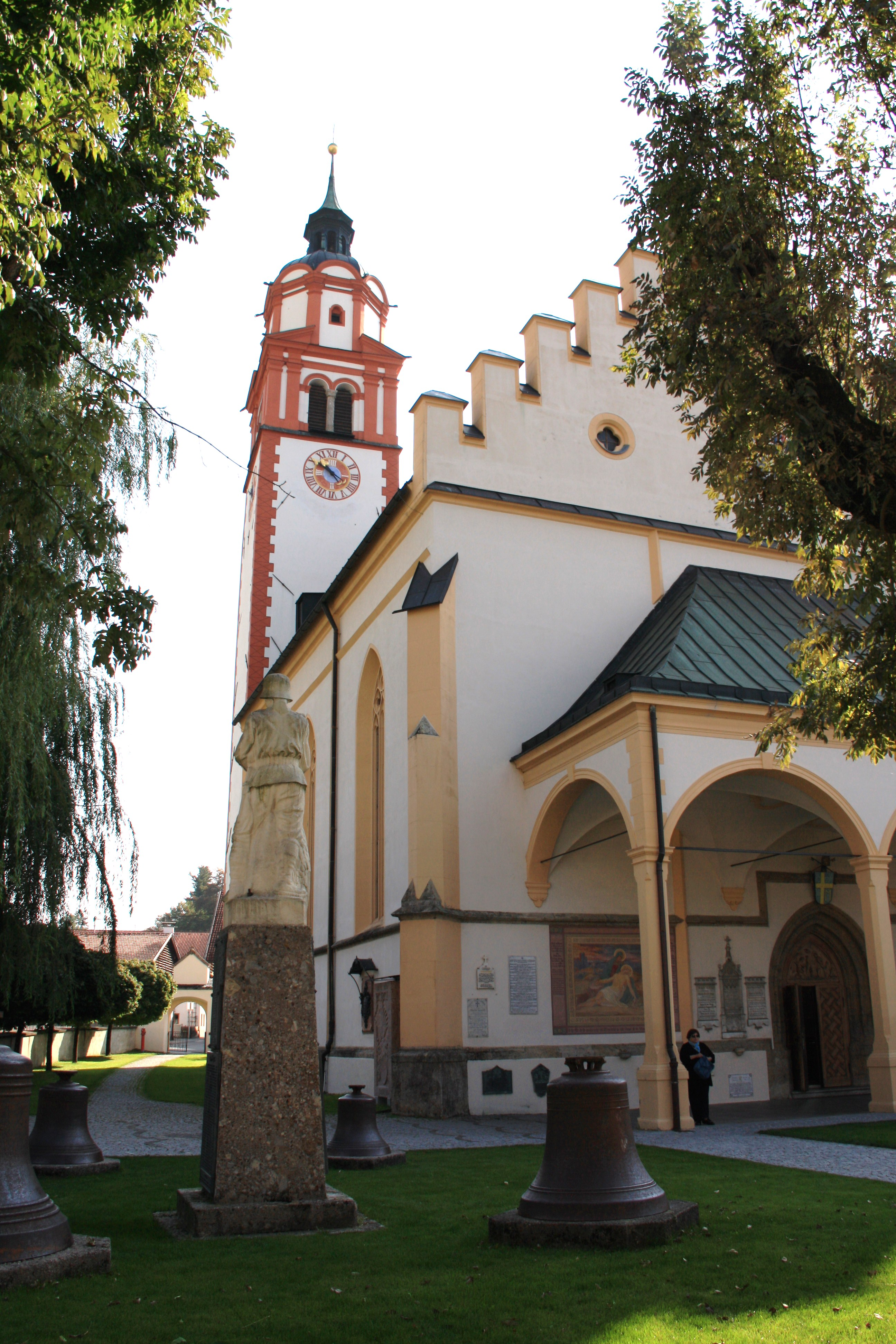
La basilica di San Michele Arcangelo

- La basilica di San Michele Arcangelo, ricostruita in stile tardo gotico tra il 1420 e il 1440, ospita una pala d'altare del 1470 e un crocifisso del 1492. Nel 1779 la chiesa fu ristrutturata internamente in stile rococò con affreschi di Josef Anton Zoller.

## La Madonna di Absam
La sera del 17 gennaio 1797, nella casa della famiglia Puecher, la figlia diciottenne Rosina vide il volto della Madonna sul vetro di una finestra. L'immagine fu vista anche dai familiari e dai vicini, ma gli esperti interpellati non trovarono una spiegazione al fenomeno. Il vetro con l'immagine mariana è tuttora conservato nella chiesa parrocchiale.

## Economia
Absam è sede della "Swarovski Optik" fondata nel 1935 da Wilhelm Swarovski che, avendo sviluppato un processo innovativo di levigazione e produzione di lenti e prismi, lo applicò alla costruzione dei binocoli. Il primo prodotto di serie è stato il modello Habicht 7 x 42, ancora in produzione; la Swarovski Optik produce inoltre telescopi, cannocchiali da puntamento, strumenti optoelettronici, telemetri e intensificatori di luce.

## Infrastrutture e trasporti
Absam è collegata a Hall in Tirol dalla strada regionale (Landesstraße) L225; la strada L372 la collega direttamente con Innsbruck passando per Mühlau, Arzl, Rum e Thaur.